# Балезино-3
Балезино-3 (Пибаньшур) — посёлок в Воегуртском сельском поселении и Андрейшурском сельском поселении Балезинского района Удмуртии. Центр поселения — деревня Воегурт.
Режимный посёлок, фактически представляет собой военный городок — арсенал ракетных войск стратегического назначения (в/ч 25850). Рядом находится полигон по утилизации мобильных пусковых установок.
Есть 3 улицы: Кирова, Космонавтов и Свердлова.